# Stefan Franciszek Popiel
Stefan Franciszek Popiel (ur. 27 listopada 1889 w Suchej, zm. po 1938) – podpułkownik łączności Wojska Polskiego, działacz niepodległościowy.

## Życiorys
Urodził się 27 listopada 1889 w Suchej, w rodzinie Jakuba i Otylii z domu Wirth. Ukończył Wydział Budownictwa Wyższej Szkoły Przemysłowej w Krakowie.
W czasie I wojny światowej walczył w Legionach Polskich. Był oficerem 5 pułku piechoty. Dowodził pułkowym oddziałem telefonicznym. 28 kwietnia 1916 awansował na chorążego, a 1 grudnia 1916 na podporucznika. Po kryzysie przysięgowym, w lipcu 1917, pełnił służbę w kompanii telegraficznej Polskiego Korpusu Posiłkowego.
Jako podporucznik byłego Polskiego Korpusu Posiłkowego reskryptem Rady Regencyjnej z 31 października 1918 roku został przydzielony do podległego jej Wojska Polskiego z zatwierdzeniem posiadanego stopnia. 
W 1920 dowodził kompanią zapasową telegraficzną nr 1 w Puławach. 30 lipca 1920 został zatwierdzony z dniem 1 kwietnia 1920 w stopniu majora, „w Korpusie Wojsk Łączności, w grupie byłych Legionów Polskich”. 1 czerwca 1921 pełnił służbę w Wojskowej Dyrekcji Telegrafów i Telefonów Nr I, pozostając na ewidencji I baonu zapasowego telegraficznego.
3 maja 1922 został zweryfikowany w stopniu majora ze starszeństwem z dniem 1 czerwca 1919 i 18. lokatą w korpusie oficerów łączności. 29 maja 1923 roku został przydzielony z Centralnych Zakładów Wojsk Łączności do 2 pułku łączności w Jarosławiu na stanowisku pełniącego obowiązki zastępcy dowódcy pułku. W czerwcu 1924 został przesunięty na stanowisko kwatermistrza pułku. Później został ponownie przesunięty na stanowisko zastępcy dowódcy pułku. Na początku 1928 został odkomenderowany na 3-miesięczny kurs unifikacyjny dla dowódców pułków w Doświadczalnym Centrum Wyszkolenia w Rembertowie. W kwietniu 1929 został wyznaczony na stanowisko dowódcy pułku. Z dniem 1 kwietnia 1930 powierzono mu czasowe pełnienie obowiązków dowódcy 3 Grupy Łączności, a jesienią tego roku został wyznaczony na stanowisko pełniącego obowiązki dowódcy grupy. Jesienią 1931, po likwidacji Dowództwa 3 Grupy Łączności, został przeniesiony do dyspozycji dowódcy Okręgu Korpusu Nr X z zachowaniem dotychczasowego dodatku służbowego. W grudniu 1932 został wyznaczony na stanowisko komendanta kadry 8 batalionu telegraficznego w Toruniu. Od 1 stycznia do 24 marca oraz od 1 czerwca 1933 był oddany do dyspozycji Ministerstwa Poczt i Telegrafów. Z dniem 30 czerwca 1933 został przeniesiony do rezerwy z równoczesnym przeniesieniem w rezerwie do 5 batalionu telegraficznego w Krakowie. Do września 1939 pracował na stanowisku dyrektora Dyrekcji Okręgu Poczt i Telegrafów w Katowicach.
30 czerwca 1917 ożenił się z Leokadią ze Szwarców.

## Ordery i odznaczenia
- Krzyż Niepodległości – 13 kwietnia 1931 „za pracę w dziele odzyskania niepodległości”[18][19]
- Krzyż Oficerski Orderu Odrodzenia Polski – 11 listopada 1934 „za zasługi w służbie pocztowo-telegraficznej”[20]
- Krzyż Walecznych trzykrotnie
- Złoty Krzyż Zasługi – 10 listopada 1928 „w uznaniu zasług położonych na polu pracy w poszczególnych działach wojskowości”[21][22]
- Medal Pamiątkowy za Wojnę 1918–1921
- Medal Dziesięciolecia Odzyskanej Niepodległości
- Odznaka Pamiątkowa Więźniów Ideowych[23]